# Moussa Bayéré
Moussa Bayéré (* 7. Februar 1939 in Filingué; † 21. April 1976) war ein nigrischer Offizier und Politiker. Er wurde wegen eines Attentatsversuchs auf Staatschef Seyni Kountché hingerichtet.

## Leben
Nach der Grundschule besuchte Moussa Bayéré von 1952 bis 1958 das Lycée Classique et Moderne in Niamey und 1959 das Lycée Van Vollenhoven in Dakar. Er studierte zunächst ein Jahr lang Rechtswissenschaften an der Universität Dakar. 1961 wurde er Mitglied der Nigrischen Streitkräfte und besuchte bis 1963 als Offiziersanwärter die französische Militärschule Saint-Cyr, gefolgt von einer Ausbildung als Pionier in Frankreich. Bayéré wurde 1964 stellvertretender Kommandant der 3. Kampfkompanie der Nigrischen Streitkräfte. Er absolvierte Fortbildungen an der Pionierhochschule in Versailles, der Sprachenschule der Bundeswehr in Euskirchen und der Truppenschule Pioniere in München. Er erreichte 1970 den Rang eines Hauptmanns und stieg zum Direktor der Abteilung für Material und Unterkünfte der Streitkräfte auf. 1973 wurde er Leiter des 4. Führungsstab-Büros.
Moussa Bayéré gehörte zu den Offizieren, die am 15. April 1974 bei einem Militärputsch Staatspräsident Hamani Diori absetzten und als Oberster Militärrat die politische Führung übernahmen. Der Vorsitzende des Obersten Militärrats und neuer Staatschef war Seyni Kountché. In dessen Regierung wurde Bayéré am 22. April 1974 Minister für öffentliche Arbeiten, Verkehr und Stadtplanung. Am 1. Dezember 1974 wurde er stattdessen Minister für Wirtschaft und Klima und schließlich am 3. Juni 1975 Minister für ländliche Wirtschaft und Klima. Am 21. Februar 1976 wurde er aus der Regierung entlassen. Moussa Bayéré führte eine Gruppe an, die am 15. März 1976 ein gescheitertes Attentat auf Seyni Kountché unternahm. Als Bayérés persönliches Motiv galt sein Hass auf Kountché, den er als Inkarnation des Teufels bezeichnete. Als er verhaftet wurde, trug er drei Kilogramm an Amuletten und Glücksbringern an seinem Körper, die ihm beim Attentat helfen sollten. Ein Militärgerichtshof verurteilte Bayéré und sechs Mitangeklagte am 3. April 1976 zum Tod. Sie wurden am 21. April 1976 hingerichtet.

## Ehrungen
- Offizier des Nationalordens Nigers[1]